# 고르키 파크
《고르키 파크》(영어: Gorky Park)는 미국에서 제작된 마이클 앱티드 감독의 1983년 미스터리 스릴러 영화이다. 윌리엄 허트 등이 출연하였고, 진 커크우드 등이 제작에 참여하였다. 방영명은 백야의 추적이다.

## 출연진
- 윌리엄 허트
- 리 마빈
- 브라이언 데너히
- 이언 배넌
- 요안나 파추와
- 리처드 그리피스
- 리키 풀턴
- 알렉산더 녹스
- 알렉시 세일
- 이언 맥더미드
- 나일 오브라이언
- 헨리 울프

## 기타 제작진
- 협력 제작: 이프럼 하컴, 우리 하컴
- 미술: 폴 실버트
- 의상: 리처드 브루노